# Joan Colom Bertran
Joan Colom Bertran (1419-1477) fou un noble català que va participar en la Guerra Civil Catalana al bàndol contrari a Joan II i com a ambaixador de la Diputació del General a l'Empordà. Entre el 1473 i 1475 va participar en les Corts Catalanes convocades pel rei Joan II.

## Biografia
Joan Colom i Bertran va néixer entre el 1410 i el 1419, ja que va ser tonsurat l’any 1425. La tonsura era un ritual que solia fer-se als nens que ingressaven en una escola eclesiàstica, quan tenien entre vuit i quinze anys. A més, el seu nom apareix, en diminutiu (Iohanneto, ‘Joanet’ en llatí), en un testament que el seu avi patern va fer el 7 d’agost del 1419.
Trobem Joan Colom participant en les processons barcelonines del Corpus dels anys 1440, 1441, 1442, 1443, 1445, 1446, 1447 i 1448. Durant la Guerra Civil Catalana, la família Colom va posicionar-se en contra del rei Joan II. Francesc Colom, germà de Joan Colom, va ser canonge de Barcelona i vint-i-novè president de la Generalitat, entre els anys 1464 i 1467. El 8 de juliol de 1466, Joan Colom va ser un dels homes que portava el fèretre de Pere el Conestable, que havia estat elegit rei per les institucions catalanes en contraposició de Joan II durant el conflicte. El mateix faria el 21 de desembre de 1470 durant el funeral de Joan d'Anjou, lloctinent de Catalunya que aspirava a ser entronitzat un cop guanyada la guerra, ja que comptava amb el suport de les institucions catalanes després de la mort de Pere el Conestable.
Durant la Guerra Civil Catalana, Joan Colom va ser nomenat ambaixador del Principat de Catalunya. La seva tasca era transmetre ordres de la Generalitat als oficials i als magistrats de l'Empordà. També va ser comissionat per aconsellar les institucions del país, atendre les suplicacions que diverses persones feien a les predites institucions, recollir, comprar i pagar bombardes, encarregar-se de portar vitualles a Cervera, atendre les demandes de l’abat de Montserrat, les del síndic de Vic, de la vila de Cambrils, entre altres municipis i autoritats, fer de comptable i assegurar-se que oficials, soldats, mercenaris i galiots no forçats rebessin la seva paga, etc. Un cop passada la guerra, i havent rebut el perdó de Joan II, Joan Colom va participar en les Corts Catalanes entre els anys 1473 i 1475 i en diverses activitats notarials. El 1477 apareix en un document com a mort.

## Mort
En diversos documents dels anys 1477, 1484 i 1487 ja s'esmenta Joan Colom Bertran com a quondam (és a dir, difunt). Se'l cita també en dos documents notarials posteriors dels anys 1488 i 1490, una sentència i un testament, però és un esment referencial del personatge. De cap dels dos textos no es pot interpretar que estigués viu, perquè ell no intervé en cap cas i no s'esperen o pressuposen d’ell cap intervenció ni acció futures. En la sentència del 1488 Joan Colom és simplement utilitzat com a referència clau per ubicar genealògicament Jaume Colom (pare de Joan) i un altre Jaume Colom (fill de Joan), tots ells hereus de Guillem Colom. D’altra banda, en el testament del 1490 Joan Colom només apareix perquè s'indica, per part de la testadora Caterina de Gualbes i Colom, que els seus hereus passaran a rebre una part dels béns materns d’ella, un cop expiri Gabriel Samsó, el marit usufructuari d’aquesta.

## Joan Colom i Cristòfor Colom
Des de 1927 diversos investigadors han volgut identificar Joan Colom Bertran amb Cristòfor Colom, com Lluís Ulloa, Enric de Las Doblas, Pere Català i, més recentment, Jordi Bilbeny. Encara que s'han tractat de casos puntuals, en els darrers anys aquesta teoria ha tingut un cert ressò mediàtic. El món acadèmic, en canvi, ha criticat durament la manca de rigor i les manipulacions produïdes per defensar que Joan Colom era Cristòfor Colom, en especial a càrrec de Jordi Bilbeny i l'Institut Nova Història.
Els historiadors han demostrat que a la Catalunya del segle XV l’adverbi llatí quondam no s'usava per al·ludir a l’estat de mort civil, sinó biològica, per tant, el 1477 Joan Colom era mort. A més, Joan Colom no va ser un rebel desterrat pel rei Joan II d’Aragó amb la condició de mort civil entre el 1470 i el 1485, ja que entre 1473 i 1475 es troba documentat notarialment a Catalunya nomenant procuradors i participant públicament en les Corts del Principat convocades pel rei Joan II, fins i tot parlant en nom del mateix monarca. Tampoc no existeix cap prova documentada que relacioni Joan Colom amb la navegació.

## ADN de Colom
- 2006 el Dr. José Antonio Lorente compara l'ADN d'Hernando Colom amb l'ADN dels Colom catalans i els Colombo Italians. L'estudi va quedar aturat, per motius desconeguts.[16]
- 2011 el doctor Francesc Calafell, professor de la Universitat Pompeu Fabra de Barcelona, reprèn l'estudi de l'ADN, sense arribar a cap conclusió definitiva.